# جامعة سوانسي
جامعة سوانسي  هي جامعة تقع في ويلز، سوانسي، المملكة المتحدة. أسست الجامعة تحت اسم كلية سوانسي عام 1920 كرابع كليات جامعة ويلز، ومنحت اسم جامعة ويلز سوانسي عام 1996 بعد تغييرات هيكلية في جامعة ويلز، قبل أن تمنح اسم جامعة سوانسي الجديد رسمياً عام 2007 عندما أصبحت جامعة ويلز مؤسسة كونفدرالية غير عضوة، كما حصل مع كليات الجامعة الأخرى.
هي ثالث أكبر جامعات ويلز من حيث عدد الطلاب. يقع حرم الجامعة على الساحل شمال شاطئ سوانسي، شرقي شبه جزيرة غاور في حديقة سينجلتون بقرب وسط المدينة. اعطيت الجامعة صلاحية منح الدرجات عام 2005 تحضيراً لتغييرات محتملة في جامعات ويلز.
تتنافس سوانسي مع جامعة كارديف سنوياً في مجموعة مسابقات رياضية، كما يحدث بين جامعتي كامبردج وأكسفورد، من أشهرها مباراة الرغبي وسباق ويلز للقوارب.

## الإدارة والهيكلية
منحت سوانسي الميثاق الملكي عام 1920 وكما هو الحال في العديد من الجامعات تدار وفقاً لقانون جامعي وضع في نظامها الأساسي والميثاق الجامعي. يدير الجامعة مجلس إدارة، بدعم من مجلس الجامعة.

### الهيكل الأكاديمي

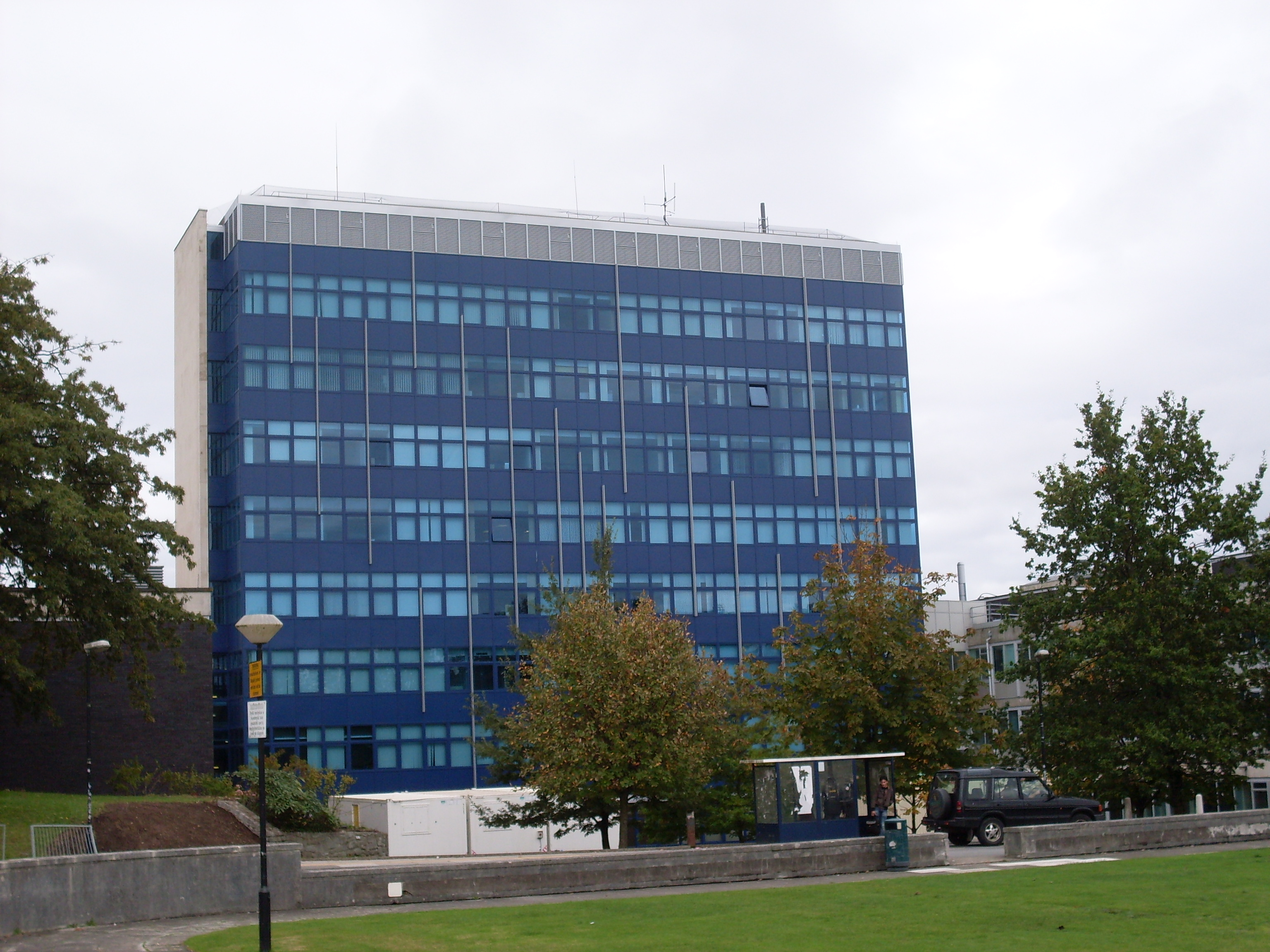
برج فرداي: حيث تتواجد كلية الهندسة وكلية العلوم الفيزيائية.

توزع الأقسام الأكاديمية إلى 8 كليات:
- كلية الآداب والعلوم الإنسانية : الدراسات الأمريكية، التاريخ القديم وعلم المصريات، اللغويات التطبيقية، والكلاسيكية، الويلزية والإنجليزية والفرنسية والألمانية والتاريخ والإيطالية ودراسات العصور الوسطى، ودراسات الإعلام والسياسة والعلاقات الدولية، الإسبانية من اصل إسباني دراسات والترجمة والحرب والمجتمع
- كلية إدارة الأعمال والاقتصاد : الأعمال والأقسام الاقتصادية
- كلية البيئة والمجتمع : العلوم البيولوجية، والجغرافيا، ومركز للدراسات الإنمائية، علم الاجتماع والأنثروبولوجيا
- كلية العلوم الإنسانية والصحة : دراسات كبار السن، والدراسات الطبية الحيوية ودراسات صحة الطفل، والدراسات السريرية، والرعاية الطارئة الحرجة، والصحة التعليم الإلكتروني، اقتصاديات الصحة ودراسات السياسة، القبالة ودراسات النوع الاجتماعي، ودراسات الصحة النفسية والعلوم الإنسانية في الفلسفة والقانون تطبيق الرعاية الصحية، والرعاية الصحية الأولية والصحة العامة وكبار السن، وعلم النفس، الدراسات الاجتماعية، ودراسات الطفولة، والعلوم الرياضية
- كلية الهندسة : الفضاء الجوي، الهندسة الكيميائية والبيولوجية، المدنية، الكهربائية والإلكترونية، والاتصالات وتكنولوجيا الحاسب الآلي، المواد، الطب الميكانيكية، وتصميم المنتجات تقنية النانو،
- كلية الطب: دراسات طب عليا، ومركز للبحوث الصحية، والمعلومات والتقييم، معهد علوم الحياة، بحوث الطبية الحيوية والكيمياء الحيوية ومجموعات علم الوراثة
- كلية القانون : البحرية الدولية، والتجارة والقانون التجاري، الأعمال التجارية والقانون. الموضوع: الممارسة القانونية، دبلوم الدراسات العليا في القانون، IISTL، CEELP، ليسانس الحقوق
- كلية العلوم الفيزيائية : علوم الحاسب الآلي والرياضيات والفيزياء

## أبحاث
تعد سوانسي جامعة أبحاث علمية مكثقة لاحتوائها 52 مركز أبحاث.وأظهرت مؤسسة تقييم الأبحاث (Research And Assessment Exercise-RAE 2008) باحتلال جامعة سوانسي لمركز متقدم على مستوى العالم في الأبحاث الرائدة في العالم وصاحبة أكبر زيادة في عدد البحوث الممتازة دوليا في المملكة المتحدة، مما أسفر عن تسلق الجامعة 13 مركزا في تصنيف المملكة المتحدة خلال الأعوام 2001 حتى 2008. وجرى تقييم ما يقارب من 50 في المائة من جميع البحوث في جامعة سوانسي كرائدة عالمياً (*4) أو ممتازة دوليا (*3) -أعلى فئتين من التقييم-.
تم حصول 17 مادة من أصل 31 على المركز الأول في ويلز، وحصول 24 مادة على المركز الأول أو الثاني، حسب تقييم RAE.
| المواد التي حصلت على المركز الأول                                   |
| ------------------------------------------------------------------- |
| المهن الطبية المساعدة (دراسات الطب الحيوي)                          |
| الدراسات الأمريكية ودراسات المناطق الناطقة باللغة الإنكليزية        |
| الهندسة المدنية                                                     |
| الكلاسيكيات، التاريخ القديم، والبيزنطية والدراسات اليونانية الحديثة |
| علوم الحاسب الآلي                                                   |
| دراسات التنمية                                                      |
| الاقتصاد والاقتصاد القياسي                                          |
| الفرنسية                                                            |
| بحوث الخدمات الصحية                                                 |
| الألمانية والهولندية واللغات الإسكندنافية                           |
| الهندسة العامة والثروة المعدنية والتعدين                            |
| التاريخ                                                             |
| الإيطالية                                                           |
| الإيبيرية ولغات أمريكا اللاتينية                                    |
| المعادن والمواد                                                     |
| الفيزياء                                                            |
| الرياضيات البحتة                                                    |
| العمل الاجتماعي والسياسة الاجتماعية والإدارة                        |

وتشمل الاهتمامات البحثية الحديثة اشتراك الجامعة في محاولة لتسجيل سرعة قياسية أرضية (Bloodhound SSC) في مجال ديناميكا الموائع الحسابية والتصميم الإيرودينامي. كما كانت الجامعة شريكا رئيسيا في نجاح محاولة تسجيل سرعة قياسية سابقة (Thrust SSC).
لدى الجامعة علاقات مع مركز سرن (CERN), حيث شارك موظفو الجامعة في أول فريق أنتج الهيدروجين المضاد ومحاصرته. قائد مشروع سرن الحالي هو أحد خريجي الجامعة الدكتور لين ايفانز.

## الحرم الجامعي
تتواجد معظم ابنية الجامعة في حرم سينجلتون المتواجد في حديقة سينجلتون المقابلة لخليج سوانسي. يحتوي الحرم أيضاً على قرية رياضية قريبة، وقرية سكن طلاب (Hendrefoelan Student Village) على بعد نحو 2.5 أميال.

### كلية الحقوق
تحتوي الكلية على 5 مراكز للبحوث هي: العدالة الجنائية وعلم الجريمة، ومعهد Hywel Dda للبحوث، والقانون الدولي والأوروبي، والقانون البيئي وقانون الطاقة والسياسة والنقل البحري الدولي والقانون التجاري. لديها 40 أكاديمي بدوام كامل. وتقدم كل المراحل الجامعية (ليسانس الحقوق مع مرتبة الشرف والمشترك)، وبرامج الدراسات العليا (ماجستير). كما أنها تقدم أيضا دبلوم الدراسات العليا في القانون (GDL) والسنة 1 - القانونية دورة الممارسة.

### المكتبة
يوفر مركز المكتبة والمعلومات في سوانسي مكتبة، ومركز تكنولوجيا المعلومات وخدمات المهن. وتوجد المكتبة الرئيسية ومركز المعلومات في الحرم الجامعي وتحوي ما يزيد عن 800,000 كتاب ودورية إلى جانب مجموعة واسعة من المصادر الإلكترونية بما في ذلك أكثر من 23,000 مجلة الإلكترونية. هناك أكثر من 1,000 مكان للدراسة، حوالى نصفها مجهز بحواسب مشبوكة. منحت المكتبة علامة الميثاق عام 2006.
يحتوي مركز المكتبة والمعلومات على مجموعة واسعة من سجلات الأرشيف، مبنية على أساس مجموعة حقل فحم جنوب ويلز، بالإضافة إلى عدة كتابات لكتاب ويلزين باللغة الإنجليزية، ومجموعة ريتشارد بورتن، التي تم التبرع بها مؤخرا من قبل زوجة بورتن، سالي. ومن المؤمل أن تشكل المجموعة محور مورد للتعلم مكرسة لحياة وعمل الممثل.

### المركز الرياضي
يقع مركز جامعة سوانسي الرياضي بالقرب من الحرم الجامعي الرئيسي في الجانب الغربي من ممر سكتي(Sketty Lane), مقابل ملاعب الملك إدوارد الخامس غرباً. يستخدم المركز من قبل طلاب المواد الرياضية، إضافةً إلى استخدامه بشكل عام من قبل الطلاب والعاملين في الجامعة. يشتمل المركز على مسبح ويلز الوطني، ومسار سداسي الحارات للركض، وصالة للألعاب الرياضية، وقاعة رياضية، وملاعب تنس، وملاعب اسكواش، وجدار للتسلق.وتشمل المرافق الخارجية مسار ثماني الحارات للركض، وملاعب مضاءة للرغبي، وكرة القدم، والكريكت، والاكروس.

### 1431AM إكستريم راديو(Xtreme Radio)
إكستريم راديو هي محطة الإذاعة للجامعة، التي يديرها الطلاب. وقد تأسست في نوفمبر 1968 تحت اسم اكشن راديو (Action Radio), مما يجعلها ثالث أقدم محطة راديو للطلاب في المملكة المتحدة والأقدم في ويلز. ويذاع البث في مناطق مختلفة في جميع أنحاء الحرم الجامعي، وحول سوانسي نفسها على 1431AM , والعالم على الإنترنت. وتبث المحطة تشكيلة واسعة من الموسيقى، فضلا عن وجود عدد من البرامج المتخصصة بما في ذلك البرامج الحوارية والرياضية.

### متحف للآثار المصرية (مركز مصر)
يقع داخل مبنى تاليسين، وهو متحف للآثار المصرية مفتوح للجمهور.ويحتوي على أكثر من 4000 قطعة أثرية. تم جمع معظمها من قبل الصيدلي السير هنري ويلكوم (Sir Henry Wellcome). وأتت باقي القطاع من المتحف البريطاني، ومتحف ادنبره الملكي؛ والمتحف الوطني، ومعرض كارديف ويلز، ومتحف ومعرض ألبرت الملكي، إضافةً إلى بعض الجهات المانحة الأخرى.
يتم إلقاء محاضرات بانتظام من قبل موظفي المركز لتوسيع المشاركة بين متاحف الجامعات، ولتحفيز الاندماج الاجتماعي والعمل التطوعي. وتقوم المدارس بزيارة المركز للمشاركة ببرامج تحفيزية وتفاعلية.

### سكن الطلاب
توفر جامعة سوانسي ما يقرب من 3400 سكن في قاعات الجامعة، وتهدف إلى عرض الإقامة لأكثر من 98 ٪ من طلاب المرحلة الجامعية الجديدة حسب الطلب. والسكن متاح أيضاً لطلب الدراسات العليا الدوليين. توفر الجماعة قاعات سكن داخل وخارج الحرام الجامعي منها قرية سكن مصممة خصيصاً للطلاب (Hendrefoelan Student Village). تم انهاء العمل على عدة قاعات عام 2004 و 2008. إضافةً إلى عقارات مدارة من قبل الجامعة في منطقتي أبلندز (Uplands) وبرينمل (Brynmill) في المدينة.

### قاعات حرم الجامعة
هنالك تسع قاعات تشكل مساكن الحرم الجامعي وتوفر سكن لحوالى 1226 طالب. توفر القاعات عدة خيارات ما بين غرف تخديم جزئي وتخديم ذاتي، وغرف انسويت أو عادية. تم الانتهاء من ثلاثة من هذه القاعات وهي كاسويل(Caswell)، ولانجلاند (Langland) وأكسويتش (Oxwich) في عام 2004, إضافةً إلى بعض التجديد في القاعات الأصلية وهي كيلفي (Kilvey) وبريسلي (Preseli) وروسيلي (Rhossili) و(Cefn Bryn). بينماين (Penmaen) وهورتون (Horton) هما أحدث إضافة إلى مساكن الحرم الجامعي وتوفران 351 غرفة تخديم ذاتي انسيت. العديد من الغرف تطل على الشاطئ أو الحديقة.

### بك هاوس(Tŷ Beck / Beck House)
هي عبارة عن ستة منازل فيكتورية كبيرة تقع في منطقة أبلاندز (Uplands), وتبعد حوالى ميل من الجامعة. وتوفر غرف في الغالب لطلاب الدراسات العليا والطلاب مع العائلات، فضلا عن طلاب برامج التبادل من الخارج.

## أخر التطورات

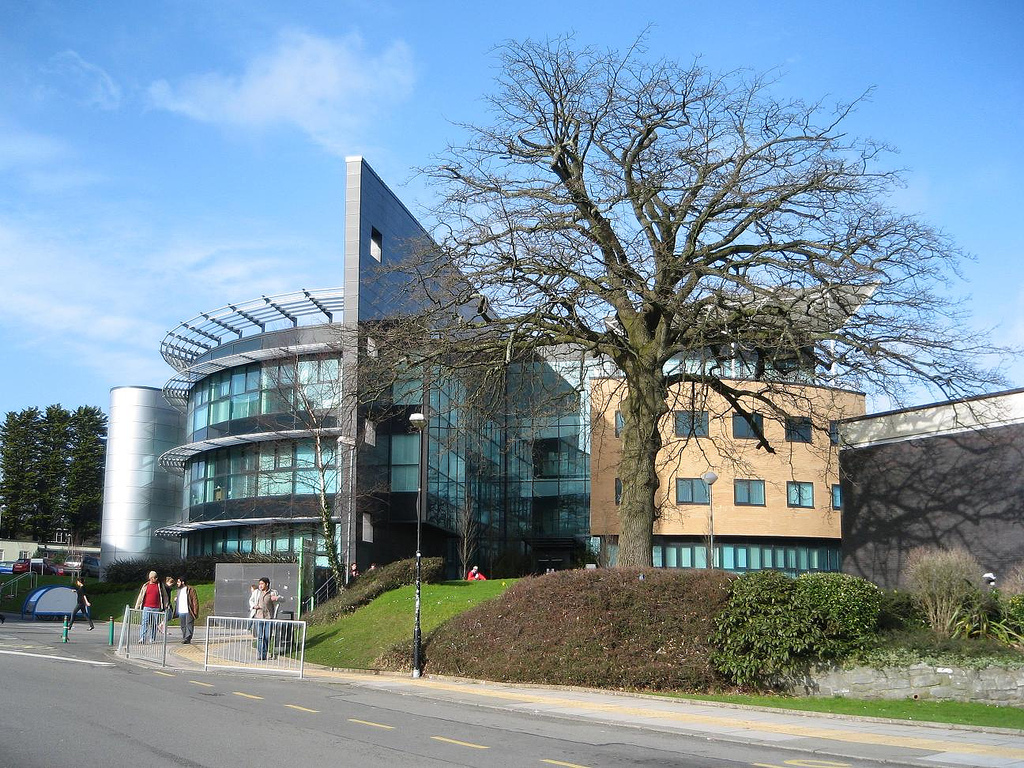
مبنى ديجيتال تكنيوم (Digital Technium)، يحتوي على غرفة محاكاة الواقع الافتراضي\البيئي الأكثر تقدماً في بريطاينا.

لقد قامت الجامعة بإعادة هيكلتها في السنوات الأخيرة، وذلك بتوسعة أقسام التاريخ واللغة الإنجليزية والجغرافيا وعلم الحاسوب، ولكن قامت بإغلاق قسمي علم الاجتماع والانثروبولوجيا، والفلسفة. قد توقف أيضا قسم الكيمياء عن اتخاذ طلاب المرحلة الجامعية، على الرغم من أنه مستمر في إجراء البحوث والتدريس في مرحلة الدراسات العليا. ومن المقترح أيضا إغلاق أكثر من 50 ٪ من قسم اللغات الأجنبية الحديثة [2] مما أثار غضب. وتشمل أحدث الاضافات هندسة الفضاء الجوي، فضلاً عن شراكة مع جامعة كارديف لتوفير برنامج دراسات عليا في الطب (MB BCh) مدته أربع سنوات، في عام 2004. وأصبحت سوانسي تدير البرنامج الدراسي بنفسها في 2007.
تم نقل فصل بريطانيا الغربية للمؤتمر الدولي لدراسة الفكر السياسي إلى قسم إدارة العلاقات الدولية والسياسة من جامعة إكستر في وقت سابق من 2006. [بحاجة لمصدر]
في يوليو 2007 تم افتتاح معهد العلوم الحياتية (ILS) الذي كلف £52 مليون جنيه، ويعد المركز البحثي لكلية الطب. [19] يتواجد المعهد في مبنى مكون من 6 طوابق، يحوي مختبرات وأجنحة إدارة أعمال والحاسوب (IBM Blue C)الخارق. [20][21] يستخدم الحاسوب الخارق في مشاريع تحتاج لتحاليل عددية كثيفة للجينومات الفيروسية، والنمذجة الوبائية، وقواعد بيانية عيادية للجينات المعرضة للمرض. [22] وفي 2009 يوليو، تم الإعلان عن توسعة معهد (ILS) واستثمار بمبلغ £30 مليون جنيه من جامعة سوانسي، والحكومة الويلزية، والاتحاد الأوروبي، ومجلس صحة جامعة(Abertawe Bro Morgannwg) أبرتاوي برو مرجنوج [23]. تم الانتهاء من مبنى (ILS 2)عام 2011. [24]
في نوفمبر 2007، أعلنت الجامعة بالتعاون مع Navitas عن استحداث كلية سوانسي ويلز الدولية (ICWS) لتوفير برنامج سنة تمهيدية، وسنة أولى للمرحلة الجامعية، وبرامج تمهيدية للماجستير في الحرم الجامعي. وبدأت الدفعة الأولى سبتمبر 2008.

### مركز بوتس للابتكار(Boots Centre for Innovation)

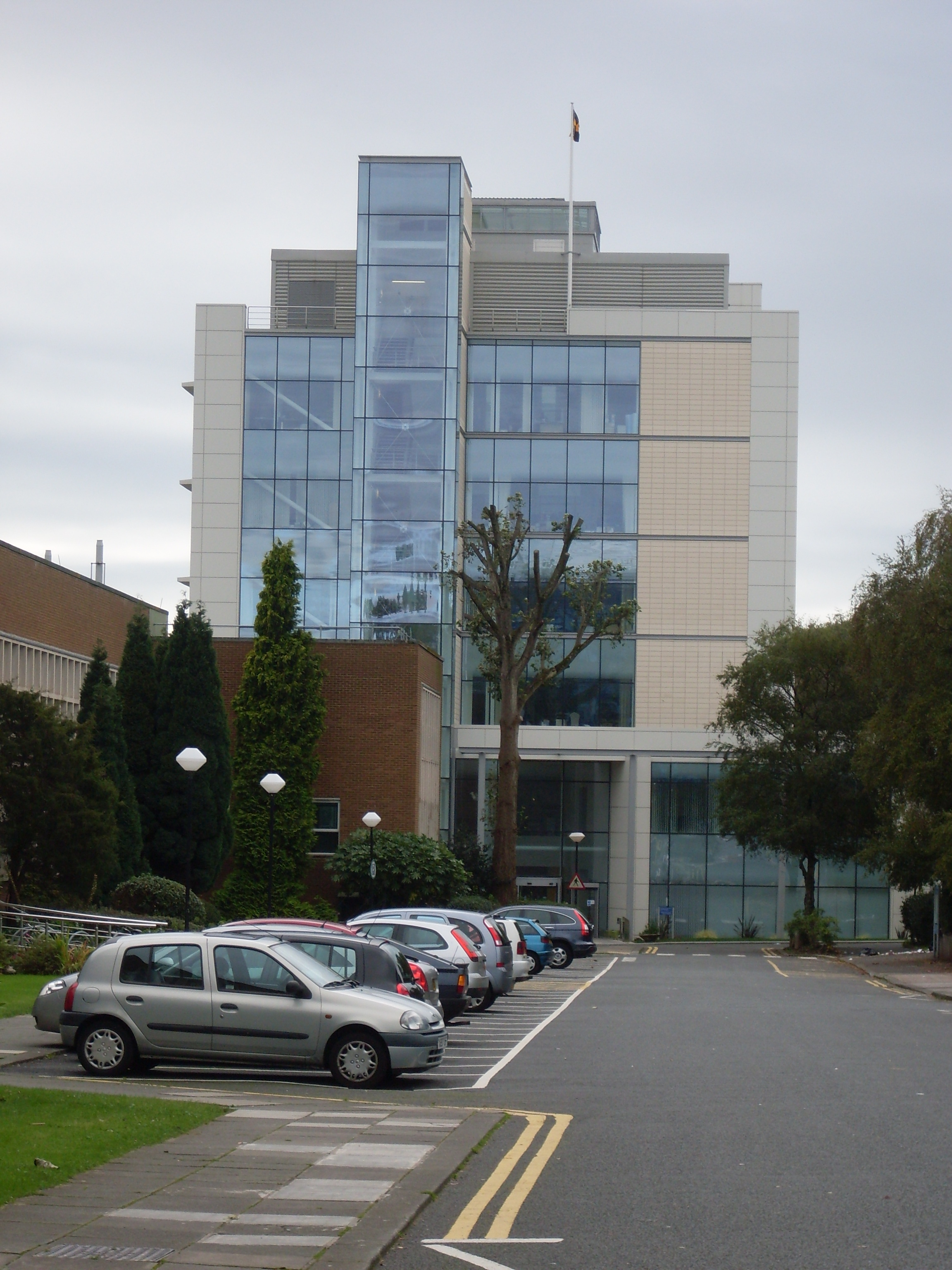
مبنى (ILS) الذي يحوي مركز بوتس للابتكار وحاسوب (IBM Blue C) الخارق

تم إنشاء مركز بوتس للابتكار (Boots Centre for Innovation) في أبريل 2007 كشراكة غير ربحية ما بين (Boots the Chemist)، و-(Longbow Capital)، وجامعات سوانسي والحكومة الويلزية. تم إنشاء المركز للعمل عن كثب مع شركات حديثة التأسيس مبكرة أو مستثمرين مستقلين لتطوير منتجات وتقنيات جديدة مبتكرة في قطاعات الصحة والجمال، والشروع في نهاية المطاف بإطلاق منتجات استهلاكية الجديدة على رفوف محلات (Boots) بوتس. [25]

### توسعة الحرم الجامعي
في أدلة خطية مقدمة إلى المؤسسة والجمعية الويلزية واللجنة التعليمية في يناير 2008، ذكرت الجامعة انها «في مرحلة متقدمة من النقاش» حول إنشاء حرم جامعي جديد للابتكار في موقع ثان.
سيكون الحرم الجامعي الجديد موطنا للهندسة وعلوم الحاسوب والاتصالات واداره الأعمال وكليات القانون ومجموعة من "مرافق
البحوث/الاختبار" للشركات الكبيرة والصغيرة.[26] أحد الاقتراحات
هو إنشاء موقع مساحة 100 فدان (0.40 كم مربع) بالقرب من فابيان واي (Fabian Way) في كروملين بوروز (Crymlyn Burrows) شرقي مدينة سوانسي. [27]